# Tamworth
Tamworth ist eine Stadt mit rund 74.000 Einwohnern in der englischen Grafschaft Staffordshire, rund 25 km nordöstlich von Birmingham. Der Name leitet sich von dem des River Tame ab, der durch die Stadt fließt.
In Tamworth befinden sich das historisch bedeutsame Schloss Tamworth Castle, der Snowdome (die erste Skihalle Großbritanniens) und der Freizeitpark Drayton Manor Theme Park. Bedeutende Industriezweige sind Maschinenbau, Bekleidung, Ziegel und Papier. Von 1935 bis 2001 wurden in Tamworth Automobile der Marke Reliant gebaut. Der US-amerikanische Paketdienstleister UPS betreibt in Tamworth sein zweitgrößtes Logistikzentrum in Europa; die Paketsortieranlage dort kann 42.000 Sendungen pro Stunde abfertigen.
Seit 1980 besteht eine Städtepartnerschaft mit Bad Laasphe.

## Geschichte
Tamworth existierte bereits seit der Zeit der Angelsachsen und wurde im 9. Jahrhundert von den Dänen geplündert. Um weitere Überfälle abzuwehren, ließ Königin Ethelfleda des Reiches Mercia um das Jahr 915 Verteidigungsanlagen mitsamt Schloss errichten. Anstelle des angelsächsischen Schlosses errichteten die Normannen im 11. Jahrhundert ein neues, das bis heute existiert. Im Jahr 1588 erhielt Tamworth den Status eines Borough, mit dem Recht, drei Jahrmärkte durchzuführen. Dies wurde 1663 durch König Karl II. bestätigt.
Während der Industriellen Revolution des 18. und 19. Jahrhunderts wuchs das kleine Marktstädtchen rasant an, vor allem wegen der zahlreichen Kohleminen in der Umgebung. Tamworth entwickelte sich zu einem bedeutenden Verkehrsknotenpunkt, in der Stadt kreuzten sich der Coventry-Kanal und der Birmingham-und-Fazeley-Kanal. Später kam die Eisenbahn hinzu, mit der Strecke Derby – Birmingham der Midland Railway sowie der London and North Western Railway.

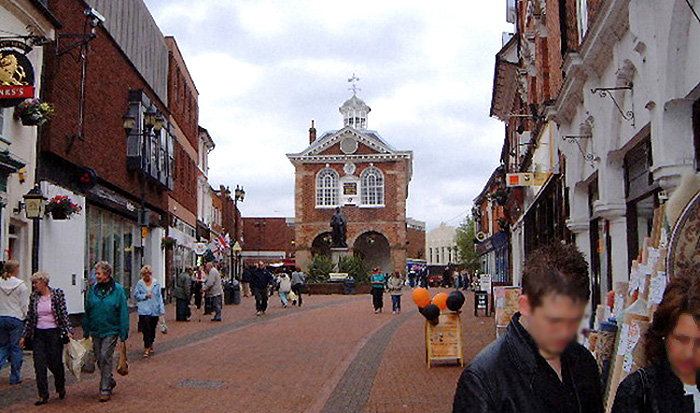
Stadtzentrum von Tamworth

Premierminister Robert Peel vertrat von 1830 bis zu seinem Tod im Jahr 1850 den Wahlkreis Tamworth im Unterhaus. 1834 hatte er hier sein Manifest von Tamworth veröffentlicht, mit dem er den Grundstein für die moderne Conservative Party legte. Historisch gesehen, war Tamworth zwischen den Grafschaften Staffordshire und Warwickshire geteilt; die Grenze verlief mitten durch das Stadtzentrum. 1888 gelangte das gesamte Stadtgebiet zu Staffordshire. Seit den 1940er Jahren hat sich die Bevölkerungszahl verdreifacht.

## Persönlichkeiten

### Söhne und Töchter der Stadt
- Thomas Ferrers (um 1438–1498), Ritter
- Harry Hibbs (1906–1984), Fußballspieler
- Ernest Titterton (1916–1990), Kernphysiker
- Colin Grazier (1920–1942), Seemann
- Margaret Eva Rayner (1929–2019), Mathematikerin und Hochschullehrerin
- Clem Clempson (* 1949), Gitarrist
- Dave Black (* 1952), Leichtathlet
- Phil Bennion (* 1954), Politiker (Liberal Democrats)
- Richie Woodhall (* 1968), Boxer
- Ashley Williams (* 1984), Fußballspieler
- Jemma Palmer (* 1986), Model und Wrestlerin
- Marc Albrighton (* 1989), Fußballspieler
- Joe Newell (* 1993), Fußballspieler

### Mit der Stadt verbundene Persönlichkeiten
- Erin Kellyman (* 1998), Schauspielerin